# نهر ساتيلا
يصعد نهر ساتيلا في مقاطعة بن هيل، جورجيا، بالقرب من بلدة فيتزجيرالد، ويتدفق في الاتجاه الشرقي في الغالب إلى المحيط الأطلسي. على طول مساره البالغ حوالي 235 ميلاً (378 كم). توجد عدة مدن على مسار النهر وايكروس، وينسفيل، وودبين. تستحوذ مصارف ساتيلا ما يقرب من 4000 ميل مربع (10000 كيلومتر مربع) من الأرض، كلها تقع في السهل الساحلي في جنوب شرق جورجيا. لديه حواجز رملية بيضاء وهو أكبر أنهر المياه السوداء يقع بالكامل داخل جورجيا.